# 前端雅峯
前端 雅峯（まえはた がほう、1936年（昭和11年） – ）は、山中塗の塗師。伝統工芸士。

## 経歴
前端家八代目、前端春斉の長男に生まれる。村田道寛師に茶道漆芸、中村長寛師に石地塗り、保谷美成師に加賀蒔絵を学ぶ。財団法人無限庵（石川県指定文化財）を設立。2003年には国の重要文化財建長寺修復事業を拝任。明仁天皇に献上の沼津御用邸千本松の古材を以て棗、香合、炉縁の謹作栄誉を受く。ローマ教皇ヨハネ・パウロ2世に献上の吹雪聖餐器を不徹斎家元の依頼で謹作。
一つの作品を作る時、「宝石を扱っているような気持ちでなければ」という心で仕事をし、作品その物が評価のモノサシであるべきだと考えている。本当に価値のあるものを後世に伝えたいという使命にて、今でも“生涯一棗師”の旺盛な創作意欲と向上心は衰える事を知らない。